# エラスムス賞
エラスムス賞（エラスムスしょう、Erasmus Prize）は、ヨーロッパの文化、社会、社会科学への貢献を評価して毎年授与される賞。名称はルネサンスのオランダ出身の人文主義者デジデリウス・エラスムスに因む。実施団体はオランダのNPO・エラスムス財団（Praemium Erasmianum Foundation）であり、1958年6月23日に王配ベルンハルトにより設立された。賞金は15万ユーロである。他にも研究者のためのエラスムス研究賞（Erasmus Research Award）などを設けている。

## 受賞者
- 1958年 - オーストリアの人々
- 1959年 - ロベール・シューマン（政治家）、カール・ヤスパース（哲学者）
- 1960年 - マルク・シャガール、オスカー・ココシュカ
- 1962年 - w:Romano Guardini
- 1963年 - マルティン・ブーバー
- 1964年 - w:Union Academique Internationale
- 1965年 - チャールズ・チャップリン（映画監督・俳優）、イングマール・ベルイマン（映画監督）
- 1966年 - ハーバート・リード、ルネ・ユイグ
- 1967年 - ヤン・ティンバーゲン
- 1968年 - ヘンリー・ムーア
- 1969年 - ガブリエル・マルセル、カール・フリードリヒ・フォン・ヴァイツゼッカー
- 1970年 - ハンス・シャロウン
- 1971年 - オリヴィエ・メシアン
- 1972年 - ジャン・ピアジェ（心理学者）
- 1973年 - クロード・レヴィ＝ストロース（人類学者）
- 1974年 - ニネット・ド・ヴァロア、モーリス・ベジャール
- 1975年 - エルンスト・ゴンブリッチ、w:Willem Sandberg
- 1976年 - アムネスティ・インターナショナル、w:René David
- 1977年 - w:Werner Kaegi、ジャン・モネ
- 1978年 - w:Poppentheater
- 1979年 - ディー・ツァイト (Die Zeit)、ノイエ・チュルヒャー・ツァイトゥング
- 1980年 - ニコラウス・アーノンクール（音楽家）、グスタフ・レオンハルト（音楽家）
- 1981年 - ジャン・プルーヴェ
- 1982年 - エドワード・スヒレベークス
- 1983年 - レイモン・アロン、アイザイア・バーリン、レシェク・コワコフスキ、マルグリット・ユルスナール
- 1984年 - w:Massimo Pallottino
- 1985年 - w:Paul Delouvrier
- 1986年 - ヴァーツラフ・ハヴェル
- 1987年 - Alexander King
- 1988年 - w:Jacques Ledoux
- 1989年 - 国際法律家委員会
- 1990年 - Sir Grahame Clark
- 1991年 - ベルナルト・ハイティンク
- 1992年 - インディアス総合古文書館
- 1992年 - サイモン・ヴィーゼンタール
- 1993年 - w:Peter Stein
- 1994年 - ジグマー・ポルケ
- 1995年 - レンゾ・ピアノ
- 1996年 - ウィリアム・ハーディー・マクニール
- 1997年 - ジャック・ドロール
- 1998年 - マウリシオ・カーゲル
- 1998年 - ピーター・セラーズ
- 1999年 - メアリー・ロビンソン
- 2000年 - w:Hans van Manen
- 2001年 - w:Adam Michnik
- 2001年 - クラウディオ・マグリス
- 2002年 - ベルント&ヒラ・ベッヒャー
- 2003年 - Alan Davidson
- 2004年 - w:Abdolkarim Soroush、w:Sadik Al-Azm、ファーティマ・メルニーシー
- 2005年 - w:Simon Schaffer、w:Steven Shapin
- 2006年 - w:Pierre Bernard
- 2008年 - イアン・ブルマ
- 2009年 - w:Antonio Cassese、w:Benjamin Ferencz
- 2010年 - ホセ・アントニオ・アブレウ
- 2011年 - ジョアン・バスクエスト（英語版）
- 2012年 - ダニエル・デネット
- 2013年 - ユルゲン・ハーバーマス
- 2014年 - フリー・レイセン（英語版）
- 2015年 - Wikipedia community
- 2016年 - A・S・バイアット
- 2017年 - ミシェル・ラモン（英語版）
- 2018年 - バーバラ・エーレンライク
- 2019年 - ジョン・クーリッジ・アダムズ
- 2020年 - グレイソン・ペリー
- 2022年 - デイヴィッド・グロスマン
- 2023年 - トレバー・ノア
- 2024年 - アミタヴ・ゴーシュ
- 2025年 - ダナ・ハラウェイ